# Tórtora terrestre blavosa
La tórtora terrestre blavosa (Claravis pretiosa) és una espècie d'ocell de la família dels colúmbids (Columbidae).

## Descripció
La tórtora terrestre blavosa són coloms petits, de 21 cm de llarg i pesa de 52 a 72 g. La femella mesura de 18.5 a 21.5 cm i pesa de 65 a 77 g. El mascle presenta iris vermell a groguenc, pell orbital nua de color verd oliva grisenc, bec verd grisenc i potes rosa. És principalment de color blau grisenc amb parts inferiors més pàl·lides, front i gola blanques. Presenta punts negres a cobertores alars i plomes secundàries, primàries i rectrius externes negres. La femella és de color cafè oliva a cafè canyella per sobre amb primàries negres i punts alars castanys. Té el front i part alta del pit de color oliva, barbeta blanca i part alta de la gola grisa pàl·lid. Per sota és de color cafè camussa pàl·lid. L'individu jove és semblant a la femella però amb els punts de les ales més petits.

## Distribució i hàbitat
Es troba per l'est de Mèxic a través de Centreamèrica fins a Panamà, a Amèrica del Sud per Colòmbia, Veneçuela, Trinitat, Guaianas, nord-oest de Perú i a l'est dels Andes fins a Bolívia, nord d'Argentina, Paraguai i sud del Brasil.
Habita en boscos secs a humits on utilitza clarianes i vores de bosc. És més nombrosa a la regió del Carib i en matolls i llençols prop de l'Orinoco.

## Taxonomia
El gènere Claravis va ser introduït l'any 1899 per l'ornitòleg nord-americà Harry C. Oberholser amb la tórtora terrestre blavosa com a espècie tipus. El nom del gènere combina el llatí «clarus» que significa “diferent” o “clar” amb «avis» que significa “ocell”. Claravis antigament incloïa la tórtora terrestre de pit morat  i la tórtora terrestre d'ales porpra a més de la tórtora terrestre blavosa, però les dues primeres espècies van ser reassignades al gènere Paraclaravis a causa de la constatació que el Claravis tradicional no era monofilètic. Un estudi realitzat utilitzant seqüències de quatre gens mitocondrials i un gen nuclear, que incloïa representants de 15 de les 17 espècies del grup, va recuperar la tórtora terrestre blavosa per ser el clade amb més suport.